# Divino
Divino este un oraș în Minas Gerais (MG), Brazilia.